# 鄒祗謨
鄒祗謨（1627年—1670年），字訏士，号程村，江南武进人。清朝文學家。同進士出身。

## 生平
天启七年（1627年）出生。讀書過目不忘，順治十五年（1658年）登戊戌科孙承恩榜進士，顺治十八年以逋粮案黜职，遂不复仕。著有《丽农词》二卷，与王士祯《衍波词》、彭孙遹《延露词》并称“三名家词”。工於詩，與陳維崧、黃永、 董以寧號“毗陵四子”。又與王士祯編《倚聲初集》，收集一千九百餘首，於清初詞風影響甚巨。 康熙九年卒。此外著有《远志斋集》。